# Acacia officinalis
Acacia officinalis là một loài thực vật có hoa trong họ Đậu. Loài này được Dehnh. miêu tả khoa học đầu tiên.